# Glacier de la Vuzelle
Le glacier de la Vuzelle est un ancien glacier de France situé en Savoie, dans le massif de la Vanoise, sur la face méridionale du Grand Bec et la face occidentale de la pointe du Vallonnet, au-dessus de la pointe de la Vuzelle et du refuge du Grand Bec,. Il se composait de plusieurs masses de glaces distinctes, le glacier Nord dans un vallon sous le Grand Bec et la pointe du Vallonnet et le glacier Sud fragmenté en plusieurs petits glaciers dans le cirque sous le col du Vallonnet séparant la pointe du même nom de la pointe du Creux Noir. Il était voisin d'autres petits glaciers eux aussi disparus, le glacier de la Culaz situé juste au nord et le glacier du Vallonnet situé juste à l'est.